# Million Yen Women
Million Yen Women (100万円の女たち, Hyaku Man En No Onna-tachi) é um mangá japonês do gênero seinen de mistério e comédia romântica escrito por Shunju Aono que iniciou na Big Comic Spirits em 2015. O mangá foi adaptado em um live-action de drama em 2017 produzido pela Netflix, co-produzido pela TV Tokyo e estrelando Yojiro Noda, vocalista líder da banda RADWIMPS.

## Enredo
Shin Michima é um romancista que não teve sucesso em sua carreira. Ele vive com 5 mulheres misteriosas na mesma casa há cerca de 6 meses: Minami Shirakawa ama café. Hitomi Tsukamoto ama livros, yoga e chá preto. Yuki Kobayashi é uma mulher educada que ama chá verde. Midori Suzumura é uma estudante do colegial e ama suco de acerola. Nanaka Seki ama beber leite. As 5 mulheres pagam um milhão de ienes de aluguel todo mês. Cada um tem seu papel em casa e perguntas sobre elas não são permitidas.

## Personagens

### Personagens principais
- Shin Michima - (Yojiro Noda)[4]

Shin é um romancista se esforçando para produzir um best-seller, apesar de ser frequentemente criticado pelos seus rivais literários e as mulheres na casa. Seu pai foi condenado a morte após o assassinato de três vítimas, incluindo a mãe de Shin, seu amante e um policial que havia chegado ao local depois dos primeiros assassinatos. Shin recebe mensagens de ódio diárias no aparelho de fax de um remetente anônimo.
- Minami Shirakawa - (Rila Fukushima)

Nudista em casa, ela tem um comportamento misterioso e, ocasionalmente, tendências violentas. Presidente do clube de luxo Call Girl Club. Minami se refere a Shin como "romance".
- Hitomi Tsukamoto - (Rena Matsui)

É alegre e gosta de chá. Pratica yoga todos os dias. Hitomi é filha do influente romancista Hibiki Ogie, que faleceu há 11 anos. Ela parece apaixonada por Shin, muitas vezes ficando frustrada quando ele não percebe suas dicas sutis.
- Yuki Kobayashi - (Miwako Wagatsuma)

Quieta. Basicamente fica em seu quarto. É casada com um homem rico e idoso para quem ela era empregada anteriormente.
- Midori Suzumura - (Rena Takeda)

É a primeira a acordar na casa. Midori foi criada em um orfanato desde que foi abandonada pelos pais aos três anos de idade. À medida que crescia, Midori assumiu um trabalho de meio período para ganhar sua independência do orfanato. Ela comprou um bilhete de loteria e ganhou um bilhão de ienes antes de se mudar para a casa.
- Nanaka Seki - (Yuko Araki)

Uma mulher meiga, adora beber leite de vaca. Como atriz famosa, Nanaka começou sua carreira quando criança.

### Outros personagens
- Seiji Sakurai (Takashi Yamanaka)

O editor de Shin. Está sempre motivando o escritor.
- Yuzu Hanaki (Tomoya Nakamura)

O escritor rival de Shin.
- Ryuichi Moriguchi (Tetsuhiro Ikeda)

O editor de Yuzu Hanaki.
- Tatsuyuki Michima (Lily Franky)

Pai de Shin que atualmente está preso e condenado a morte.
- Takeshi Kanda (Kaito Yoshimura)

Colega de orfanato de Midori. 

## Mídia

### Mangá

#### Lista de volumes[5]
| N.º | Data de lançamento     | ISBN              |
| --- | ---------------------- | ----------------- |
| 1   | 30 de março de 2016    | 978-4-09-187507-5 |
| 2   | 30 de junho de 2016    | 978-4-09-187645-4 |
| 3   | 30 de setembro de 2016 | 978-4-09-187785-7 |
| 4   | 30 de novembro de 2016 | 978-4-09-189229-4 |

### Drama
Cinco mulheres bonitas, mas misteriosas, se mudam para a casa do romancista Shin, pagando um aluguel de um milhão de ienes. A música tema é "漂 う 感情" (Emoções à Deriva) de Kotringo.
O live-action estrela Yojiro Noda, vocalista da banda de rock RADWIMPS. A série estreiou na TV Tokyo e na Netflix japonesa de abril até junho de 2017 e ficou disponível na Netflix dos Estados Unidos em 3 de outubro de 2017.